# Tetropium parvulum
Tetropium parvulum là một loài bọ cánh cứng trong họ Cerambycidae.